# Beastly (саундтрек)
«Beastly: Songs From The Motion Picture» и «Beastly: Original Motion Picture Score» — официальные релизы, содержащие музыку к фильму «Страшно красив».

## Саундтрек
Альбом с песнями, звучавшими в фильме, поступил в продажу 1 марта 2011 года.

### Список композиций
1. Regina Spektor — «On The Radio» (3:21)
2. Hanover Swain — «Vanity» (2:57)
3. Toby Martin — «Garden Of Exile» (4:12)
4. The Vines — «Get Free» (2:04)
5. Raney Shockne feat. Jessie Mann (Pixie Lott) — «Boys & Girls» (3:07)
6. Gersey — «Crashing» (5:09)
7. Wenzel Templeton & Robert Pegg — «Transatlanticism» (7:51)
8. Tim Myers — «Today Is the Day» (4:29)
9. Army Navy — «The Long Goodbye» (4:35)
10. Mat Kearney — «Breathe In, Breathe Out» (3:42)
11. Fire Theft — «Heaven» (4:12)
12. Raney Shockne feat. Jessie Mann (Pixie Lott) — «Broken Arrow» (3:42)
13. Kristina & The Dolls — «Be Mine» (3:00)

### Отзывы
На сайте Amazon получил 5 из 5 звёзд на основе обзоров покупателей. Занимает позицию #18,784 в списке продаж магазина в разделе Музыка.

## Инструментальная музыка
Музыку к фильму написал композитор Марсело Зарвос (англ. Marcelo Zarvos).
Альбом с мелодиями, звучавшими в фильме, поступил в продажу 15 марта 2011 года.

### Список композиций
1. The Thinking Thing Killed (01:06)
2. Lake House (02:50)
3. Jujyfruits (01:05)
4. The Poem (02:54)
5. High School (00:53)
6. It’s Always Been Me (05:22)
7. Elephant Story (01:40)
8. Building The Greenhouse (00:53)
9. Drive To The Station (01:48)
10. The Curse, Part 1 (01:53)
11. Lindy’s Picture (02:21)
12. The Kiss (03:39)
13. Hunter Rescues Lindy (04:00)
14. Food & Gifts (01:57)
15. Lindy’s In Trouble (04:21)
16. The Curse, Part 2 (02:24)
17. Hunter & Zola Talk (01:29)
18. Finale (03:26)

### Отзывы
На сайте Amazon получил 3 из 5 звёзд на основе обзоров покупателей. Занимает позицию #4,674 в списке продаж магазина в разделе Музыка.

## Песни, не вошедшие в саундтрек[4]
В саундтреке к фильму использованы песни шведской инди-группы Marching Band. Кроме того, на альбом попал второй сингл Наталии Киллс под названием «Wonderland».
- «Vanity» — Lady Gaga
- «Mayan Drumming» — Johnny C & The Mayans
- «Wonderland» — Natalia Kills
- «Transatlanticism» — Death Cab for Cutie
- «All Day And All Of The Night» — Vanessa Hudgens
- «Forever And A Day» — Jem